# Mari (poble)

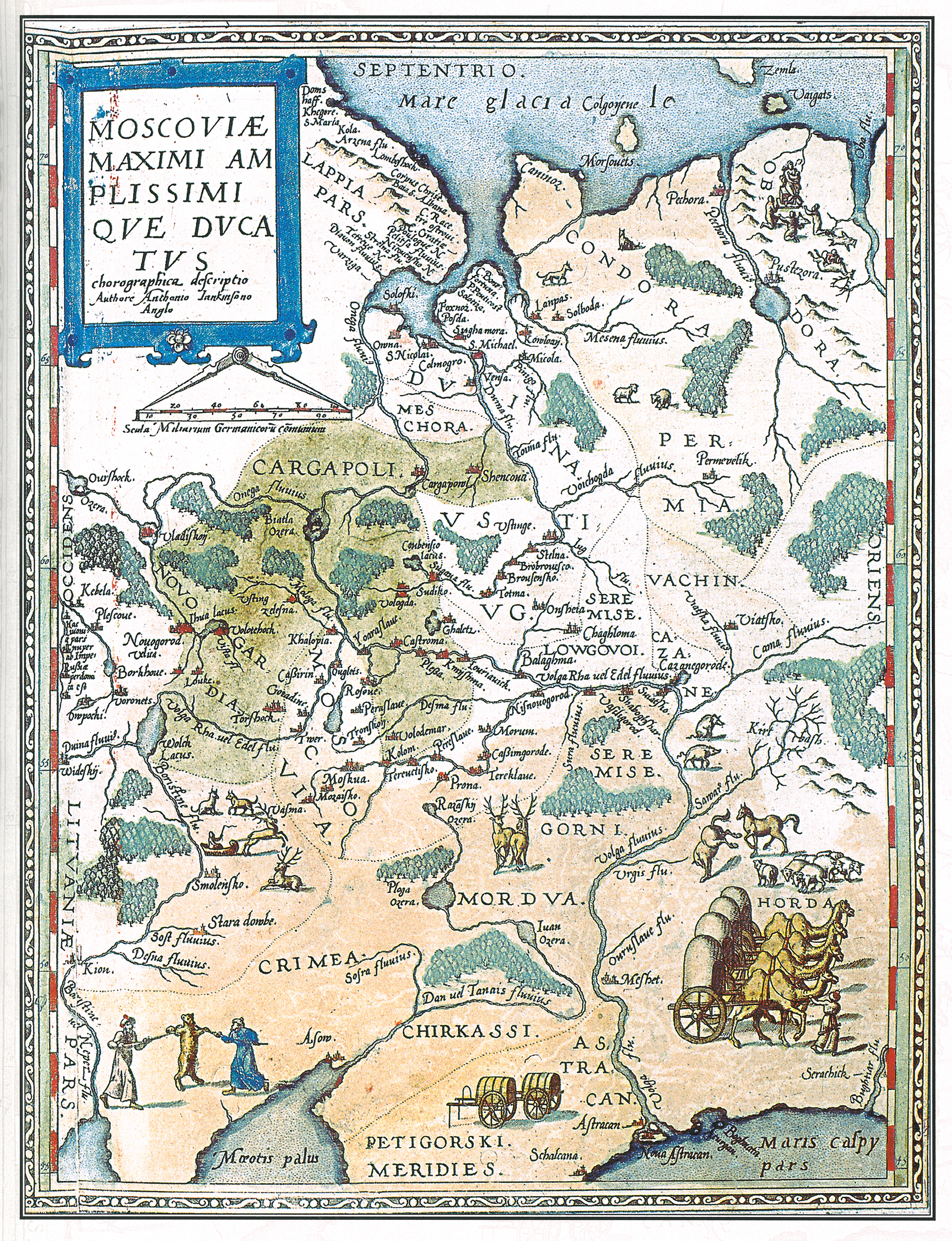
Mapa de la distribució dels mari el 1593

Els maris (també coneguts com a txeremissos, i çirmeş en tàtar) són un poble ugrofinès que viu als marges del Volga a la república de Marí El, Rússia. El mot txeremís prové de txuvaix çaremış 'els combatents' o bé del tàtar çeremiş 'dolent').
El total de població mari era de 670.900 (1989), 324.400 dels quals vivia a Mari El, 105.000 a Baixkíria, 44.500 a l'óblast de Kírov, 31.300 a l'óblast de Sverdlovsk i 19.500 al Tatarstan. La més gran concentració de maris és a Ioixkar-Olà, que vol dir ciutat roja en mari. A Ioixkar-Olà hi ha un museu d'història dels maris. L'associació Mari Ushem (Unió Mari) vol aplegar tots els maris de la diàspora i mantenir relacions amb els altres pobles ugrofinesos.
Els maris es concentren principalment en àrees rurals, on mantenen vives llurs tradicions i folklore, similar als dels altres pobles fínics dels voltants, fins i tot els que no viuen dins la república.

## Història

### Orígens
Entre els segles V i X el poble mari començà a definir-se. Físicament, eren més baixos de la mitjana fínica (1,63 m), cap allargat, poc cepats, poca pilositat facial, ulls un xic oblics, color fosc i nas aixatat, tot i que hi ha molts rossos i pèl-rojos, o amb cabells castanys clars i color de pell més clar.
Es dividien en quatre grups; els kurku eren agricultors, mentre que els olik eren caçadors i aprofitaven els recursos dels boscos. Com a roba típica, duien el txarpan (mocador llarg) i el tximatxobitx (gorro punxegut). Vivien en cabanes de fustes sobreposades amb forma de cubell, i sostre cònic cobert de palla, que es distingien en küdae (per l'estiu) i pört (per l'hivern), amb 10 o 50 per llogarret. Les begudes nacionals eren el txurbal (llet bullida i refredada) i el piure (licor de mel).
Llur mitologia era important, especialment en el culte dels difunts, la resta del culte a la natura, com ho mostren els noms pels mesos de l'any (febrer era el mes de les nevades, maig el de l'arada, abril el de les pluges). Tenien 140 divinitats antropomòrfiques, dividides en iuma (déus) de la terra, de l'aigua i el tsar (posteriorment) i els keremet (esperits del bosc, que prové de karama "miracle"), que eren mals esperits. També creien en el més enllà, i per això feien festes multitudinàries.
Antigament, eren polígams i raptaven les esposes, però després, mercè la influència musulmana, les compraven. Els costums més característics eren el payram (festa de la primavera) i el haram (boscatge sagrat).
Són descendents dels antics merjan que poblaven l'Oka inferior i ocupaven l'àrea de Vladimir i Iaroslavl, i que més tard s'expandiren per Kostromà, Vologda, Nijni Nóvgorod, Riazan i Moscou. A començaments del segle xix, però aquest territori s'havia reduït a la corba del Volga amb el Surà i els rius Vetluga i Iuronga, així com petits grupets a Viatka i Riazan.
En la Crònica de Jordanes (segle vi) ja anomenava els ceremises, i també són els sarmis de les cròniques àrabs. Al segle VIII foren sotmesos pels khàzars. Durant els segles IX a XII desenvoluparen l'agricultura mitjançant la crema de boscos, complementada amb la cacera, pesca, artesania i comerç. Durant el segle VIII foren sotmesos a l'imperi khàzar, i entre els segles IX i XIII van caure sota la influència del kanat dels búlgars del Volga. Eren tinguts com a gent força bel·licosa, ja que xocaren amb el principat de Nóvgorod i els destruïren la fortalesa de Ketelnitx. Endemés, tots els intents d'islamitzar-los tant dels búlgars com dels mongols i tàtars fracassaren.
Entre el 1220 i el 1230 van ser conquerits pels kans mongols i després van dependre de l'Horda d'Or, però això no va impedir que continuessin fent incursions contra els txuvaixos, udmurts i mordovians. Per altra banda, els maris de Vetluga, que vivien més al nord-oest, van romandre sotmesos als principats russos del nord-est, cosa que facilitarà l'aparició entre ells de reis titelles.

### Incorporació a Rússia
En el segle xv passaren a mans del kanat de Kazan, que va fer intentar islamitzar-los, però infructuosament. El 1551-1552 foren incorporats nominalment al principat de Moscòvia, però lluitaren de manera sagnant contra els nous conqueridors el 1552-1557, 1572-1574 i el 1581-1584, raó per la qual també foren empentats cap a l'oest.
Els russos construïren algunes ciutats al seu territori en la segona meitat del segle xvii, com Kokxaisk, Kozmodemiansk i Tsarevokokxaisk (l'actual Ioixkar-Olà). El 1609 van assaltar la fortalesa udmurt de Tsivilsk, i el 1633 foren visitats per l'europeu Adam Olearius, qui en la descripció del viatge va donar dades sobre llur religió i mode de vida.
En el segle xviii els terratinents russos establiren propietats al territori mari. Molts dels maris, però, no eren obligats a pagar servituds, sinó el iassak al govern tsarista, com tots els pobles ocupats del Volga. A partir de 1740 se succeïren diferents campanyes de conversió forçosa al cristianisme ortodox, però encara avui dia la seva cristianització és força superficial, ja que encara creuen tant en els kuda-vodys (esperits familiars) com en Jesucrist i en la Verge. Endemés, el seu territori fou dividit entre les gubèrnies de Kazan, Viatka i Nijni Nóvgorod. Encara avui hi ha al Baixkortostan comunitats maris que mantenen la seva religió tradicional.
Els pagesos maris van prendre part en les revoltes pageses d'Ivan Bolótnikov a començaments del segle xvii, en la del cosac Stenka Razin del 1670-1671 i la revolta de Pugatxov del 1773-1775. Com a conseqüència, els pagesos russos s'establiren a les terres maris, que esdevingueren propietat de l'estat.
A finals del segle xviii es desenvoluparen ràpidament les manufactures i el tèxtil. Les primeres factories, que empraren treballadors assalariats i pripisnye krest'iane (pagesos de l'estat "assignats" a una empresa particular) es fundaren en aquest període. El comerç amb les ciutats del Volga de gra, mantega, cuir i mel promogué la transformació econòmica de la regió.
Els pagesos foren dividits en tres categories: pagesos de l'estat, que pagaven formalment el iassak, pagesos dels monestirs i pagesos propietaris. Una proporció considerable de terra era propietat de monestirs i grans empresaris. Es mantingué el sistema de conreu de tres camps, i la creixent demanda de cereals en el mercat facilità l'expansió econòmica del sector terratinent i un increment de les servituds.
Durant la primera meitat del segle xix s'incrementaren tant el nombre d'empresaris com l'ús de treballadors assalariats. Alhora, el 1775 aparegué la primera gramàtica mari, cosa que facilitaria el 1803 la traducció del catecisme, i el 1821 la dels evangelis. La llengua, endemés fou estudiada pel filòleg finlandès Matthias Castrén, qui compondria Elementa gramaticae tcheremissae (1845), que contribuirà al posterior desenvolupament de la literatura mari. Endemés, el 1870 crearen la religió sintètica del Kuga sorta (Gran ciri), que barrejava elements de la religió tradicional i cristians, i es desenvolupà en un moment d'abundant immigració russa, urbanització i major russificació cultural.
Les reformes que van alliberar els serfs el 1866 crearen les condicions pel desenvolupament del capitalisme tant en agricultura com en indústria. Però això accentuà les diferències entre els pagesos propietaris i no propietaris. Durant el període 1880-1890, dues terceres parts de les granges eren propietat de pagesos pobres. Les fusteries i les indústries serradores arribaren a emprar 17.000 treballadors temporals, i durant el període es van crear un port sec, tres plantes de fabricació de vidre i destil·leries de vi. El 1913 hi havia 47 empreses industrials al país mari.
El 1899 s'organitzà a Iúrino el primer cercle marxista, pel mestre d'escola K. I. Kassatkin, i pel 1905 s'havien format cercles socialdemòcrates a Iúrino, Kozmodemiansk, Urjuma i Txeboksari. Durant la revolució del 1905-1907 es produïren revoltes d'obrers i de pagesos a Iúrino i Zvenígovo, així com a terres veïnes. En aquest mateix temps alguns maris van adoptar l'islam com a religió per influència de tàtars i baixkirs, però els que en aquesta data o després van adoptar la nova religió van acabar assimilant-se als tàtars.